# Miacis
Miacis foi um gênero de mamífero carnívoro pré-histórico primitivo que viveu na América do Norte e Europa no período Eoceno.
Pertencente ao grupo dos Miacoidea, o miacis foi um dos mais primitivos mamíferos carnívoros e pode ter sido o ancestral dos carnívoros modernos como cães, gatos, hienas, ursos, guaxinins, focas, doninhas e pandas-vermelhos (que pertencem ao grupo dos carnívoros, mesmo não se alimentando de carne).
O miacis era um predador de pequeno porte (cerca de 30 centímetros de comprimento) e corpo alongado e devia se parecer com uma doninha. Tinha cauda longa e patas curtas, garras retráteis e visão binocular. É provável que se movimentasse nas árvores.